# Oospora porriginis
Oospora porriginis är en svampart som först beskrevs av Mont. & Berk., och fick sitt nu gällande namn av Pier Andrea Saccardo 1886. Oospora porriginis ingår i släktet Oospora och familjen Erysiphaceae.   Inga underarter finns listade i Catalogue of Life.